# Alfa (carte)
Alfa este un volum de versuri al poetului, scriitorului și eseistului român Nichita Stănescu, o antologie care cuprinde și câteva poeme inedite, apărută la Editura Tineretului, în anul 1967.
În același an i se publică și volumele Roșu vertical și Oul și sfera.

## Din cuprins
- Poezia
- Minerva
- Ideea cu gură (O viziune a Sărmanului Dionis)
- Căderea oamenilor pe pământ
- Autoportret în a patra dimensiune
- Peisaj cu bătrâni
- Raid în interiorul pietrelor
- Conserve de timp
- Ploaia
- Cântec (Până la urmă, rămâne doar osul)
- O, lucrurile!
- Inima
- Grup de înotători
- Suprafață
- Miza pe nenăscuți
- Ciudata lipsă de părinți
- Andru plângând
- Testament
- Elogiu
- Mă asemui cu un copac
- Arbor invers
- Gladiatori pe frunze
- Inscripție pe un circ roman
- Marele Canion
- Monștrii dansatori
- Descălecare
- Somnul cu fierăstraie-n el
- Ulise (lui Geo Bogza)
- Morții
- Cântec (După ce-au bătut cu brațul, lumea)
- După luptă
- Alfa
- Râu plutind
- Cântec (Se-azvârleau copacii în ei înșiși)
- O armură
- Măștile de fier
- Menhir
- În sfârșit